# Бахметева, Александра Николаевна
Алекса́ндра Никола́евна Бахме́тева (урожденная — Хо́врина) (23 марта [4 апреля] 1823 (или 1824) — 31 мая [12 июня] 1901) — русская писательница, почётный член Общества любителей российской словесности.

## Биография
Александра Николаевна Ховрина родилась 23 марта (4 апреля) 1823 года (по другим данным — в 1824 году) в богатой дворянской семье пензенского помещика Николая Васильевича Ховрина и его супруги Марии Дмитриевны Лужиной (1801—1877), которая была в дружеских отношениях с С. Т. Аксаковым, Н. В. Гоголем.
Получила образцовое домашнее воспитание. С конца 1830-х годов жила с родителями в Риме, где познакомилась с И. С. Тургеневым, Н. В. Станкевичем и другими выдающимися соотечественниками. В 1840-е годы сблизилась со славянофилами: А. С. Хомяковым, Ю. Ф. Самариным и др.
Выйдя в 1849 году замуж за Пётра Владимировича Бахметева (19.06.1818—1896), жила в основном в Москве, занимаясь благотворительностью и литературной деятельностью.
Написала ряд весьма распространенных книг и брошюр для народного и детского чтения, в живой и доступной форме передающих события библейской и церковной истории.
С 4 апреля 1864 года — почётный член Общества любителей российской словесности. Кроме литературной деятельности заявила себя и как деятельный член отдела Общества любителей духовного просвещения по распространению духовно-нравственных книг (была в числе учредителей этого отдела).
Скончалась 31 мая (13 июня) 1901 года. Отпевание было совершено ректором Московской духовной семинарии архимандритом Трифоном (Туркестановым) в церкви св. Пимена, что в Старых Воротниках в Москве. Похоронена на кладбище Новодевичьего монастыря.